# Новоукраинка (Томаковский район)
Новоукра́инка (укр. Новоукраїнка) — село,
Владимировский сельский совет,
Томаковский район,
Днепропетровская область,
Украина.
Код КОАТУУ — 1225481008. Население по переписи 2001 года составляло 103 человека .

## Географическое положение
Село Новоукраинка находится на расстоянии в 2 км от села Высокое.
По селу протекает пересыхающий ручей с большой запрудой.
Рядом проходит автомобильная дорога Т-0420.